# كارفور (هايتي)
كارفور هي إحدى مدن هايتي. يبلغ عدد سكانها 373,916 نسمة حسب إحصائيات سنة 2003. يبلغ ارتفاع المدينة عن سطح البحر قرابة 39 متر.

## وصلات خارجية
- الموقع الرسمي